# Brajan Žuber
Brajan Žuber (fr. Brian Joubert; rođen je 20. septembra, 1984. u Poitiers, Francuska) je francuski klizač u umetničkom klizanju. On je četiri puta nacionalni šampion. Godine 2004, Žuber postaje prvi Francuz koji je osvojio Evropsko prvenstvo u klizanju u poslednjih 40 godina. On je takođe nosilac srebrne medalje na Svetskom prvenstvu 2004 i 2006 godine. Brajan počinje da kliza od svoje četvrte godine života i do tada ima želju da osvoji zlato na Olimpijskim takmičenjima. Na svojoj drugoj Olimpijadi 2006 u Torinu završio je kao šesti. 
Na Svetskom prvenstvu u Japanu 2007. osvojio je zlatnu medalju.

## Rezultati takmičenja
- 2006. - 2007.
  - Zlato na turniru “Eric Bompard”
  - Zlato na turniru “Cup of Russia”
  - Zlato na turniru Gran pri-u
  - Zlato na Evropskom šampionatu
  - Zlato na Svetskom prvenstvu

- 2005. - 2006.
  - Srebro na Svetskom šampionatu
  - Šesto mesto na Olimpijskim igrama
  - Bronza na Evropskom šampionatu
  - Bronza na “Skate America” takmičenju
  - Zlato na Francuskom takmičenju

- 2004. - 2005.
  - Šesto mesto na Svetskom šampionatu
  - Srebrna medalja na Evropskom šampionatu
  - Peto mesto na Gran pri-u
  - Nacionalni šampion
  - Bronza na turniru: “Marshalls World Cup of Figure Skating”
  - Srebro na turniru “Eric Bompard”
  - Zlato na takmičenju “Skate America”
  - Srebro na turniru “Campbell Classic”
  - Zlato na Francuskom takmičenju

- 2003. - 2004. 
  - Srebro na Svetskom prvenstvu
  - EVROPSKI ŠAMPION
  - Nacionalni šampion
  - Srebro na turniru “Marshall Challenge”
  - Četvrto mesto na turniru “NHK trophy”
  - Četvrto mesto na turniru “Trophee Lalique”
  - Srebro na Kup-u Kine
  - Zlato na Francuskom takmičenju

- 2002. - 2003.
  - Šesto mesto na Svetskom prvenstvu
  - Bronza na Gran pri-u
  - Srebro na Evropskom šampionatu
  - Nacionalni šampion
  - Peto mesto na Turniru “Trophee Lalique”
  - Zlato na takmičenju “Skate America“
  - Bronza na Francuskom takmičenju

- 2001. - 2002. 
  - 13-to mesto na Svetskom prvenstvu
  - 14-ti na Olimpijskim igrama
  - Bronza na Evropskom takmičenju
  - Bronza na nacionalnom takmičenju
  - Deveti na takmičenju “Skate America”

- 2000. - 2001.
  - 14-ti na Nacionalnom takmičenju

- 1999. - 2000. 
  - 15-i na Svetskom Juniorskom takmičenju
  - Srebro na Nacionalnom Juniorskom takmičenju
  - Deseto mesto na Nacionalnom takmičenju

## Spoljašnje veze
- Zvanični sajt Brajana Žubera
- ISU Biografija
- Link Collection of Brian